# Fire One
Fire One, o Fire One! come appare nella schermata iniziale, è un videogioco arcade sparatutto di combattimento navale pubblicato nel 1979 da Exidy. Nel 1983 Epyx lo pubblicò anche per Atari 8-bit e Commodore 64 come parte della serie Arcade Classics, in edizione abbinata insieme a un altro arcade della Exidy, Star Fire, rinominato Starfire nella conversione.

## Modalità di gioco
Ogni giocatore controlla un sottomarino armato di siluri e ha l'obiettivo di affondare tutta la flotta di 16 navi nemiche oppure direttamente il sottomarino avversario, mentre quest'ultimo tenta di fare la stessa cosa. Le partite comunque hanno una durata prestabilita, e anche se si vince una battaglia si ricomincia da capo accumulando il punteggio fino a esaurimento del tempo.
Nelle macchine da sala giochi lo schermo è diviso a metà verticalmente (anche fisicamente, con un divisorio sopra lo schermo) e ciascuna metà è dedicata a un giocatore, anche quando si gioca contro il computer, le cui azioni vengono mostrate come se fosse il secondo giocatore. Nelle versioni per computer invece il gioco è soltanto per giocatore singolo e lo schermo non è diviso.
La visuale di ciascun giocatore consiste in due parti: in alto appare la scansione sonar dell'intera l'area, con la posizione di tutti i mezzi di entrambi gli avversari, mentre in basso si ha la visuale in prima persona dal periscopio del sottomarino, molto più dettagliata ma con ampiezza limitata.
Le due flotte si muovono lungo rotte orizzontali parallele, in due zone di mare distinte. Il sottomarino può muoversi lateralmente a varie velocità e sparare in avanti verso la zona nemica. Le navi si muovono autonomamente lungo due linee, una davanti e una dietro rispetto al proprio sottomarino, e sono disarmate.
Si dispone di 8 siluri che vengono ricaricati automaticamente e illimitatamente, ma la ricarica richiede del tempo. La traiettoria dei siluri a video dipende dalla velocità del sottomarino e un puntatore aiuta a capire dove arriveranno i colpi in lontananza.
A seconda del tipo di nave possono essere necessari più colpi per affondarla, ma ne basta sempre uno se perfettamente centrato. Bisogna anche stare attenti a non colpire le proprie navi che passano davanti.
I due sottomarini hanno una barra di energia che si rigenera col tempo. C'è anche la possibilità di far immergere il sottomarino per proteggerlo dal fuoco nemico, ma mentre si è immersi non si ha la visuale del periscopio.